# Georg Veith (Maschinenbauingenieur)

Georg Veith (ca. 1886)

Georg Veith (* 1. November 1821 in Konstanz; † 2. Juli 1903 in Stuttgart) war ein deutscher Maschinenbauingenieur und Hochschullehrer.

## Leben
Georg Veith war Sohn des gleichnamigen Landwirts und Fuhrhalters und der Josepha, geborene Maurer, aus dem Thurgau. Von 1838 bis 1841 absolvierte er ein Maschinenbaustudium an der Höheren Gewerbeschule Karlsruhe. Darauf arbeitete er von 1842 bis 1848 als Ingenieur bei Escher Wyss & Cie. in Zürich und von 1851 bis 1860 als Bauingenieur in Köln. Er war mit Katharina Wirz von Zürich verheiratet.
Seine Lehrtätigkeit begann Veith am Polytechnikum Karlsruhe, wo er von 1848 bis 1851 lehrte. Ferner war er von 1860 bis 1867 Lehrer am Polytechnikum Stuttgart. 1868 wurde er Professor für Maschinenzeichnen und -konstruieren am Eidgenössischen Polytechnikum Zürich. 1894 trat er auf Druck des Schulrats zurück, worauf der Lehrstuhl reorganisiert wurde. 1895 wurde er Ehrenmitglied des Schweizerischen Ingenieur- und Architektenvereins.
Veiths Nachlass befindet sich im Schweizerischen Bundesarchiv.